# Sfingolipid
Sfingolipidi so družina polarnih lipidov, ki se pogosto nahajajo v raznih bioloških (biotskih) membranah, kjer velik delež zasedajo tudi pripadniki druge skupine polarnih lipidov, glicerofosfolipidi (fosfogliceridi). Sfingolipide najdemo v celicah živali, rastlin, gliv in nekaterih prokariontskih organizmov ter virusov. Bolj poznani sfingolipidi so ceramidi, sfingomielini in glikosfingolipidi.

## Zgradba in glavni sfingolipidi
Osrednja molekula (oziroma jedro) sfingolipidov je sfingozin, ki je kemijsko gledano aminoalkohol, in je pri sfingolipidih analogen glicerolu glicerofosfolipidov ter triacilglicerolov (trigliceridov). Sfingozin je dolga molekula, za katero sta značilni dve različni funkcionalni skupini, ki sta ključni pri tvorbi vezi med sfingozinom in drugimi molekulami. Prva funkcionalna skupina je aminska, medtem ko je druga hidroksilna.

### Ceramidi in sfingomielini
Glavna članka: Ceramid in Sfingomielin
Prva funkcionalna skupina je aminska, ki je vezana na drugi ogljikov atom sfingozina. Preko aminske skupine se sfingozin z amidno vezjo veže z eno maščobno kislino. Če se povežeta sfingozin in maščobna kislina, nastane tvorba, ki ji rečemo ceramid. Slednji je amfifilen (oziroma amfipatičen), kar pomeni, da ima tako hidrofilen (polaren) kot tudi hidrofoben (nepolaren) del molekule. Hidrofilni del predstavlja hidroksilna (-OH) skupina, ki je vezana na prvi ogljikov atom sfingozina, medtem ko je hidrofoben preostanek ceramida (torej maščobna kislina in večji del sfingozina), ki izgleda kot dva repa.

Druga funkcionalna skupina sfingozina je hidroksilna skupina. Nekateri sfingolipidi imajo na sfingozin pripete skupine atomov tako preko aminske funkcionalne skupine kot tudi preko hidroksilne funkcionalne skupine. Takšni so denimo tako imenovani sfingomielini, pri katerih se sfingozin preko aminske skupine poveže z maščobno kislino, medtem ko hidroksilna skupina tvori estrsko vez s fosfoholinsko enoto. Tudi sfingomielini, za katere je značilna prisotnost fosforja (so edini sfingolipidi s tem elementom), imajo obliko hidrofilne glave z dvema hidrofobnima repoma. V manjših količinah se sfingomielini nahajajo v celični membrani, medtem ko jih je zelo veliko v mielinskih ovojnicah živčnih celic, kjer tovrstni ovoji obdajajo njihove aksone (dolge izrastke, po katerih se prevajajo signali).

### Glikosfingolipidi
Tretjo bolje poznano skupino sfingolipidov predstavljajo glikosfingolipidi, za katere je značilna prisotnost ogljikovih hidratov. Pri njih se na sfingozinovo hidroksilno skupino s pomočjo glikozidne vezi veže monosaharidna enota (na primer glukoza, galaktoza, N-acetilgalaktozamin in drugi). Glikosfingolipidi so denimo cerebrozidi (pogosto so prisotni v možganih in različnih celicah živčevja) in gangliozidi (katerih polarno glavo sestavlja kompleksni ogljikov hidrat iz več monosaharidov, povezanih z glikozidnimi vezmi). Tudi gangliozide najdemo v različnih živčnih celicah, kot so celice možganovine. Med ključne vloge glikosfingolipidov spadajo prenos živčnih signalov, medsebojno povezovanje celic (na primer s celičnimi adhezijskimi molekulami) in celično prepoznavanje.